# Rho3 d'Àries
Per altres estels amb aquesta designació de Bayer, vegeu Rho Arietis.
Rho3 d'Àries (ρ3 Arietis) és un estel de magnitud aparent +5,63 situat en la constel·lació zodiacal d'Àries. Comparteix la denominació de Bayer Rho Arietis amb ρ¹ Arietis i ρ² Arietis), ambdós estels notablement més allunyats de nosaltres que Rho3 Arietis; aquest últim, conegut també com a Rho Arietis simplement. S'troba a 115 anys llum del sistema solar.
Rho3 d'Àries és un estel blanc-groc de la seqüència principal de tipus espectral F6V —similar, per exemple, a Tabit (π3 Orionis)— amb una temperatura efectiva de 6370 K. De metal·licitat semblant a la del Sol, té un diàmetre 2 vegades major que el Solar. Gira sobre si mateix amb una velocitat projectada de 17,2 km/s, resultant un període de rotació igual o inferior a 5,9 dies.
Rho3 d'Àries té una company estel·lar, constituint un binari espectroscòpic amb un període orbital de 3507 dies.
L'edat d'aquest binari, basada en la seva activitat cromosfèrica, s'estima en uns 2000 milions d'anys, mentre que per girocronologia —mètode que determina l'edat d'un estel per la seva velocitat de rotació— l'edat resultant és de només 790 milions d'anys.